# Góry Kuramińskie
Góry Kuramińskie (tadż. Қаторкӯҳи Қурама, trl.: ķatorkūḩi Ķurama, trb.: katorkuhi Kurama; uzb. Qurama tizmasi) – pasmo górskie w zachodnim Tienszanie, na granicy Tadżykistanu i Uzbekistanu, stanowiące zachodnie przedłużenie Gór Czatkalskich. Rozciąga się na długości ok. 170 km i ogranicza od północnego zachodu Kotlinę Fergańską. Najwyższy szczyt ma wysokość 3769 m n.p.m. Pasmo zbudowane jest z łupków metamorficznych, piaskowców i granitów. Niższe partie porośnięte bylinami; w wyższych partiach występują suchorośla, orzechy włoskie (na stokach północnych), jałowce i kostrzewy.
Środkowa część pasma uznawana jest przez BirdLife International za ostoję ptaków IBA. Pasmo jest mało poznane; w kwietniu 2003 odnotowano w regionie 75 gatunków ptaków. Do gatunków, których występowanie zaważyło na utworzeniu ostoi, należą: raróg zwyczajny (Falco cherrug), sęp kasztanowaty (Aegypius monachus), ułar himalajski (Tetraogallus himalayensis), skowrończyk tybetański (Calandrella acutirostris), świstunka żółtobrzucha (Phylloscopus griseolus), pomurnik (Tichodroma muraria), płochacz halny (Prunella collaris), płochacz płowy (Prunella fulvescens), siwerniak (Anthus spinoletta), gilak ciemnogłowy (Rhodopechys sanguineus), grubodziób żałobny (Mycerobas carnipes), dziwonia czerwonawa (Carpodacus rhodochlamys) i kulczyk królewski (Serinus pusillus). Ze ssaków w Górach Kuramińskich występują między innymi suseł reliktowy (Spermophilus relictus), zając pustynny (Lepus tolai), borsuk europejski (Meles meles) i sarna syberyjska (Capreolus pygargus).